# Тышкевич, Анджей
Анджей Тышкевич (пол. Andrzej Tyszkiewicz; 3 октября 1949, Цеханув, Польская Народная Республика) — польский военный и политический деятель, глава миссии наблюдателей ЕС в Грузии (2011—2013), Чрезвычайный и Полномочный Посол Республики Польши в Боснии и Герцеговине (2005—2010), командующий Центрально-Южной частью многонациональной дивизии в Ираке (2003—2004), заместитель Главнокомандующего польских Сухопутных войск (2002—2005), национальный военный представитель Польши при Штабе Верховного главнокомандующего ОВС НАТО в Европе (1999—2002), военный атташе при посольстве Польши в Турции (1999—2002), начальник инспекции при генеральном штабе Войска Польского (1994—1995), заместитель командующего Варшавского Штаба Войска Польского (1992—1994), начальник Штаба Варшавского военного округа (1990—1992); генерал-лейтенант (пол. generał broni).

## Биография
Анджей Тышкевич, потомок графского рода Тышкевичей Великого княжества Литовского, родился 3 октября 1949 года в городе Цеханув (ныне Цеханувский повят, Мазовецкое воеводство, Польша). В 1973 году окончил школу офицеров во Вроцлаве. Потом пошел на службу в 8-в Дрезденскую механизированную дивизию имени Бартоша Гловацкого, что в Кошалине (ныне Западно-Поморское воеводство).
В 1979 году окончил Военную академию имени М. В. Фрунзе в Москве. После возвращения в Польшу с 1982 по 1986 гг. командовал 32-м и 1-м механизированным полками. В декабре 1986 года он был назначен на должность начальника штаба и заместителя командира 1-й механизированной дивизии, а с октября 1987 года — командиром 6-й воздушно-десантной бригады в Кракове.
В 1990 году окончил с отличием Академию Генерального штаба СССР и продолжил службу в Варшавском военном округе. В 1990—1992 годах — начальник оперативного отдела, затем начальник штаба. В 1993 году Тышкевичу было присвоено звание бригадного генерала.
В 1994 году назначен главой группы военных инспекторов в Генеральном штабе Войска Польского.
С июля 1995 по январь 1999 года служил военным атташе в Турции. В 1999 году назначен военным представителем Польши при штаб-квартире ОВС НАТО в Европе.
В 2000 году Тишкевичу присвоено звание генерал-майора. С сентября 2002 года был заместителем командующего сухопутными войсками Войска Польского.
В 2003 году несколько месяцев командовал польским военным контингентом в Ираке. В январе 2004 года повышен в звании до генерала брони (аналог генерал-лейтенанта).
В 2005 указом Президента Польши назначен Чрезвычайным и Полномочным Послом Республики Польша в Боснии и Герцеговине.
С июля 2011 по 2013 год был главой миссии Европейского Союза в Грузии. 25 апреля 2012 года объявлен персоной нон-грата в Абхазии.
Свободно владеет польским, английским и русским языками.

## Звания
- 1988 — полковник
- 1993 — бригадный генерал
- 2000 — генерал дивизии
- 2004 — генерал-лейтенант

## Ордена и награды
- Командорский крест (т.е. 3 степень) Ордена Возрождения Польши (2004)
- Офицерский крест (т.е. 4 степень) Ордена Возрождения Польши
- Рыцарский крест (т.е. 5 степень) Ордена Возрождения Польши (2000)
- Золотой Крест Заслуги
- Серебряный Крест Заслуги
- Золотая медаль «Вооружённые силы на службе Родине»
- Серебряная медаль «Вооружённые силы на службе Родине»
- Бронзовая медаль «Вооружённые силы на службе Родине»
- Золотая медаль «За заслуги при защите страны»
- Серебряная медаль «За заслуги при защите страны»
- Бронзовая медаль «За заслуги при защите страны»
- Бронзовая звезда (США) (2005)
- Медаль Министра обороны Монголии
- Медаль Министра обороны Чехословакии
- Звезда Ирака
- Крест Почёта Украины
- Медаль Министра обороны Болгарии «За верную службу»
- Медаль «Pro Memoria» управления по делам ветеранов
- Орден Чести Президента Грузии
- Запись в Книгу Почёта MON
- Звание «Doctor Honoris Causa» Tbilisi Open University